# إدريس بلمليح
إدريس بلمليح (1948 - 2013م)، هو ناقد وروائي مغربي. أستاذا للمناهج النقدية المعاصرة والنقد العربي القديم، وأستاذ الشعر الجاهلي في جامعة محمد الخامس في الرباط، واحد من النقاد الذين اجتهدوا في بحث قضايا الشعر العربي القديم.
إدريس بلمليح من مواليد فاس عام 1949م حاصل على الإجازة في الأدب العربي عام 1974 من كلية الآداب فاس، ودبلوم الدراسات العليا، ودكتوراه السلك الثالث عام 1983م من الرباط، ودكتوراه الدولة عام 1992م. 
وعمل أستاذا للثانوي في مدينة مكناس لعدة سنوات قبل أن يحصل على دبلوم الدراسات العليا في الأدب العربي سنة 1982 وينتقل للتدريس بكلية الآداب بالرباط حيث سيناقش دكتوراه الدولة سنة 1992 

## وفاته
توفي فجر يوم الأربعاء 13 مارس 2013 في مصحة بالعاصمة الرباط إثر اصابته بأزمة قلبية عن سن تناهز 65 عاما.

## من مؤلفاته

### روايات
- رواية: «الوردة والبحر» (1985).
- رواية: «القصبة» (1987).
- رواية: «خط الفزع» (1998).
- رواية: «مجنون الماء» (2004).
- رواية: «الجسد الهارب» (2007).

بينما يذكر المقربون منه رواية سادسة وأخيرة فرغ منها ولم يقم بنشرها جعل لها عنوان «احتفالية العيون».

### مؤلفات أخرى
- كتاب: «الرؤية البيانية عند الجاحظ». (1984).
- كتاب: «القراءة التفاعلية: دراسات لنصوص شعرية حديثة».
- كتاب: «البنية الحكائية في رواية المعلم علي».
- كتاب: «الذات الإبداعية في شعر د. عبد الولى الشميرى».
- كتاب: «الذات الإبداعية المنكسرة والانبعاث».
- كتاب: «من الخيال إلى ما بعد الخيال عند عبد الله باشراحيل».
- كتاب: «لذات والحلم في أسفار الرؤيا (دراسة في شعر عبد العزيز محيي الدين خوجة».
- كتاب: «رحلة القلق والعشق في شعر عبد العزيز محيي الدين خوجة».
- كتاب: «المدرسة الرومانسية». (1980).
- كتاب: «الحركة السلفية ومدرسة البعث في الأب العربي». (1986).
- المختارات الشعرية وأجهزة تلقيها عند العرب، 1995، كلية الآداب والعلوم الإنسانية بالرباط

## الجوائز
- حصل على الجائزة المغربية للكتاب سنة 1999.
- جائزة الإبداع في النقد من مؤسسة البابطين سنة 1998.